# Brit Morgan
Brit Morgan (Marlton (New Jersey), 24 september 1987), geboren als Brittany Morgan Dengler, is een Amerikaanse actrice.

## Biografie
Morgan werd geboren in Marlton (New Jersey) waar zij de high school doorliep aan de Cherokee High School, waar zij in 2005 haar diploma haalde.
Morgan begon in 2007 met acteren in de televisieserie Greek, waarna zij nog meerdere rollen speelde in televisieseries en films. Zo speelde zij in onder andere True Blood (2010-2011) en Graceland (2014-2015).

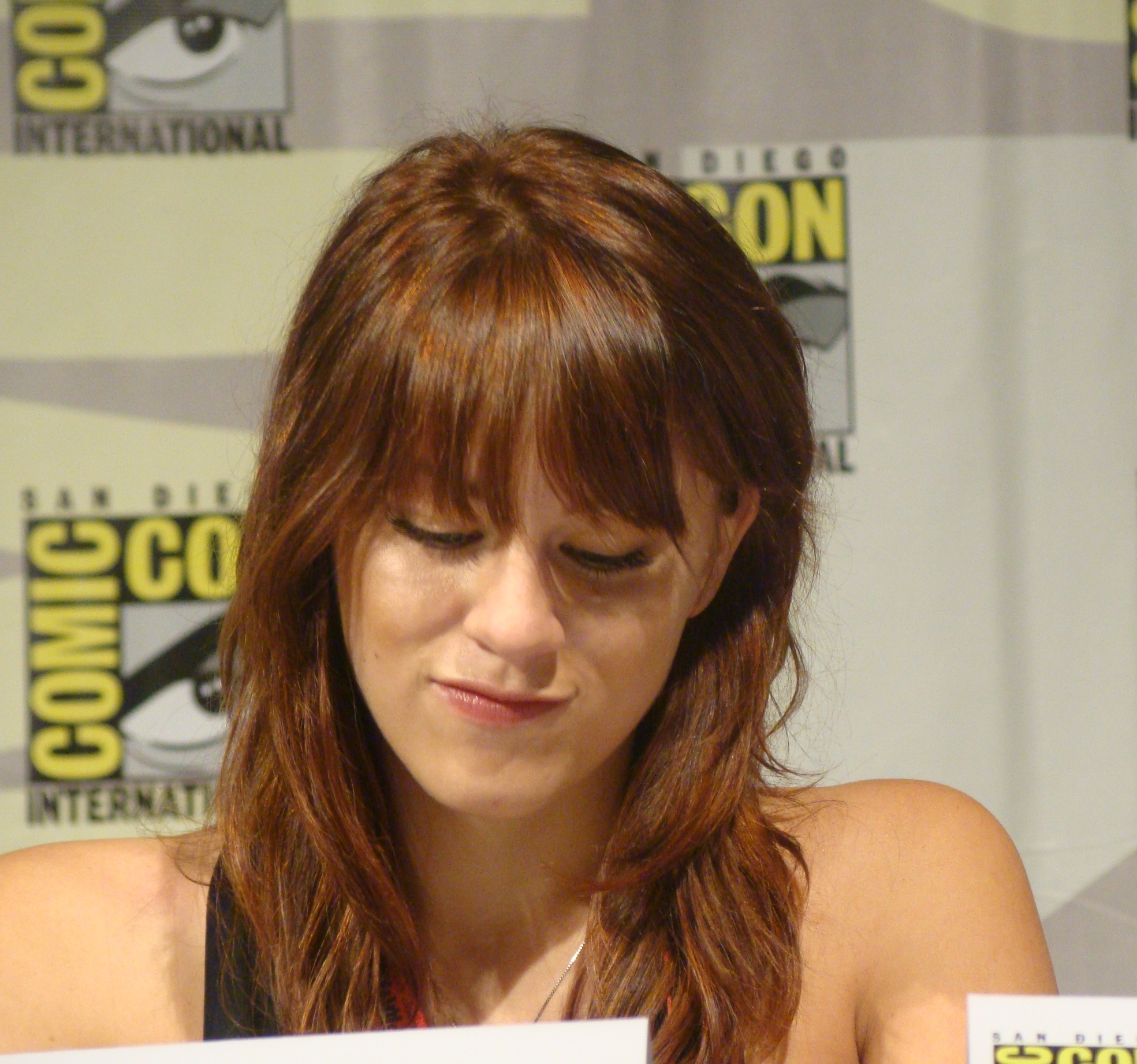
Brit Morgan in 2009 op
San Diego Comic-Con International

## Filmografie

### Films
Uitgezonderd korte films.
- 2016 Friend Request - als Olivia
- 2013 The Advocates - als Rose Bird
- 2013 Free Ride - als Rain
- 2012 Cheesecake Casserole - als Cal
- 2012 Freeloaders - als Samantha
- 2012 My Funny Valentine - als Bree
- 2012 The Frozen - als Emma
- 2012 She Wants Me - als Carly
- 2008 Family Man - als Callie
- 2008 Beer for My Horses - als Harveyetta
- 2008 Quitters - als Brit

### Televisieseries
Uitgezonderd eenmalige gastrollen.
- 2017-2019 Riverdale - als Penny Peabody - 11 afl.
- 2015-2018 Supergirl - als Leslie Willis / Livewire - 4 afl.
- 2014-2015 Graceland - als Amber - 10 afl.
- 2014 It's You Not Me - als Candy - 2 afl.
- 2010-2011 True Blood - als Debbie Pelt - 14 afl.
- 2008 The Middleman - als Lacey Thornfield - 12 afl.
- 2007 Buried Alive - als Melanie - 2 afl.

- Gemeinsame Normdatei: 1079147128
- International Standard Name Identifier: 0000 0001 1538 0163
- Library of Congress Control Number: no2011028430
- Virtual International Authority File: 168393607
- WorldCat: E39PBJd89xCDdKcC3tYqmqbTpP